# Maba (köpinghuvudort i Kina, Jiangsu Sheng)
Maba (kinesiska: 马坝, 马坝镇) är en köpinghuvudort i Kina. Den ligger i provinsen Jiangsu, i den östra delen av landet, omkring 100 kilometer norr om provinshuvudstaden Nanjing. Antalet invånare är 65 403. Befolkningen består av 32 684 kvinnor och 32 719 män. Barn under 15 år utgör 15,0 %, vuxna 15-64 år 75 %, och äldre över 65 år 9,0 %.
Runt Maba är det tätbefolkat, med 356 invånare per kvadratkilometer. Maba är det största samhället i trakten. Trakten runt Maba består till största delen av jordbruksmark.
Genomsnittlig årsnederbörd är 1 199 millimeter. Den regnigaste månaden är juli, med i genomsnitt 271 mm nederbörd, och den torraste är december, med 26 mm nederbörd.